# Deelemania gabonensis
Deelemania gabonensis là một loài nhện trong họ Linyphiidae.
Loài này thuộc chi Deelemania. Deelemania gabonensis được Rudy Jocqué miêu tả năm 1983.